# Eagleville (Missouri)
Pour les articles homonymes, voir Eagleville.
Eagleville est un village du comté de Harrison, dans le Missouri, aux États-Unis,. Situé au nord du comté, il est incorporé en 1877.

## Démographie
Lors du recensement de 2010, le village comptait une population de 316 habitants. Elle est estimée, en 2016, à 303 habitants.

## Source de la traduction
- (en) Cet article est partiellement ou en totalité issu de l’article de Wikipédia en anglais intitulé « Eagleville, Missouri » (voir la liste des auteurs).